# 増野彩香
増野 彩香（ますの あやか、女性、1987年9月27日 - ）は、埼玉県出身のバスケットボール選手である。ポジションはガードフォワード。三菱電機コアラーズ所属。

## 来歴
小学校でバスケを始め、児玉中3年時に全中優勝を経験。桜花学園高校に進学。
2006年、高校の同期である松島有梨江とともに三菱電機に入社。

## 経歴
- 桜花学園高校 - 三菱電機（2006年〜）